# Oumar Sako
Oumar Sako (* 4. Mai 1996 in Abobo) ist ein ivorischer Fußballspieler.

## Karriere

### Verein
Sako wechselte zur Saison 2017/18 von der AS Denguélé zur AS Tanda. Zur Saison 2018/19 wechselte er weiter innerhalb der höchsten ivorischen Spielklasse zu ASEC Mimosas. Für Mimosas kam er in seiner ersten Spielzeit auch achtmal in der CAF Champions League zum Einsatz. Im September 2020 wechselte der Verteidiger in den Katar zum al-Kharitiyath SC. In der Saison 2020/21 kam er zu 19 Einsätzen für den Klub in der Qatar Stars League, aus der er mit al-Kharitiyath zu Saisonende allerdings abstieg.
Daraufhin wechselte Sako zur Saison 2021/22 nach Bulgarien zu Beroe Stara Sagora. In seinem ersten Halbjahr in Bulgarien kam er zu 17 Einsätzen in der Parwa liga, in denen er ein Tor erzielte. Bereits im Januar 2022 verließ der Ivorer Beroe wieder und wechselte nach Österreich zum LASK, bei dem er einen bis Juni 2026 laufenden Vertrag erhielt. Beim LASK konnte er sich aber nicht durchsetzen und kam bis zum Ende der Saison 2021/22 zu sechs Einsätzen in der Bundesliga.
Im Juli 2022 kehrte er leihweise nach Bulgarien zurück und wechselte zu Arda Kardschali. Nach 21 Einsätzen wurde er im Mai 2023 per Kaufoption fest von Arda verpflichtet. In der Saison 2023/24 absolvierte er bis zur Winterpause 20 Partien im bulgarischen Oberhaus. Im Januar 2024 wurde er nach Russland an den FK Rostow verliehen.

### Nationalmannschaft
Sako debütierte im September 2019 in der Qualifikation zur CHAN gegen Niger für die ivorische Nationalmannschaft.